# Święty gaj (antropologia)

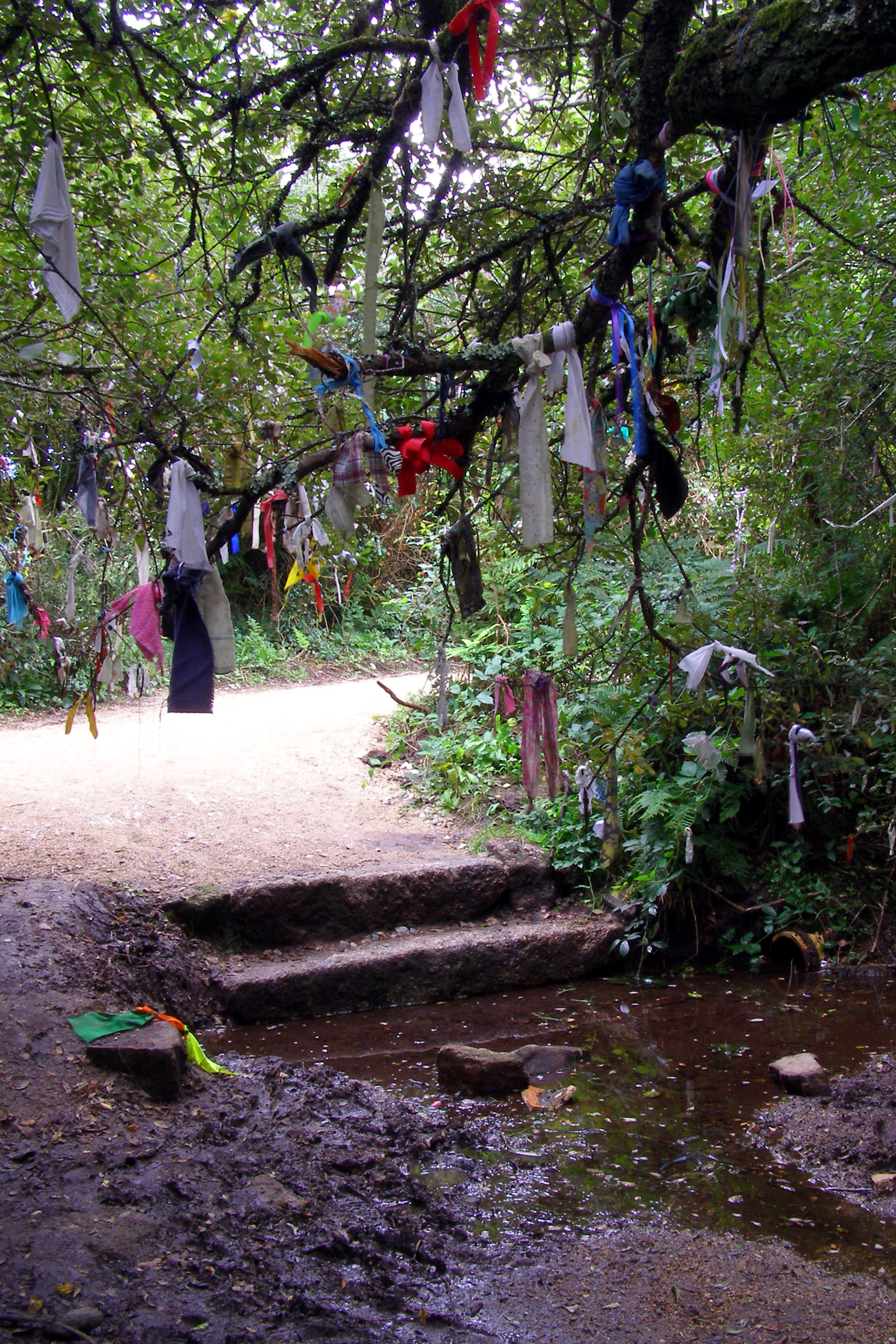
Święty gaj w Kornwalii

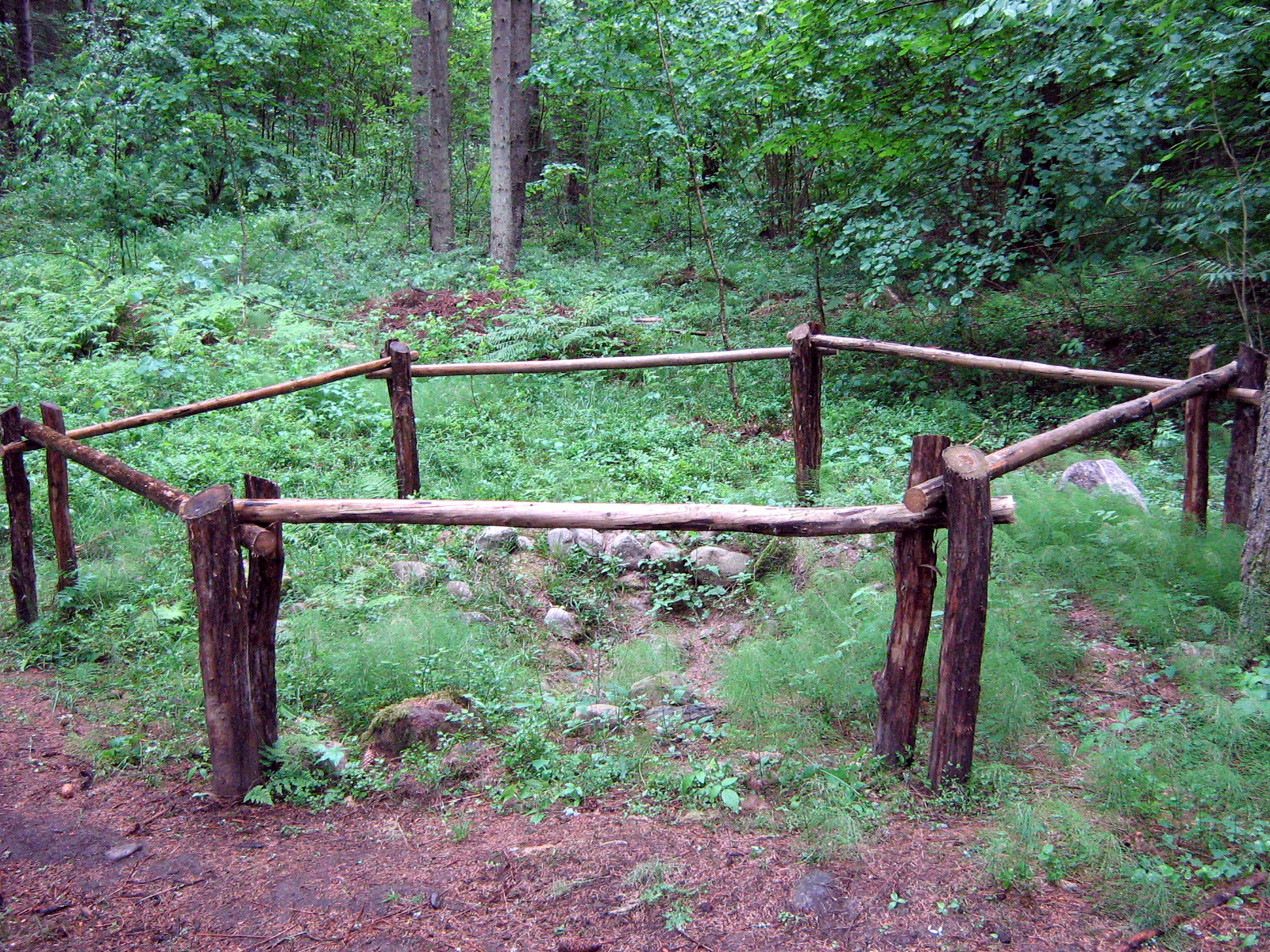
Dawne miejsce obrzędowe w świętym gaju na Litwie

Święty gaj – święte miejsce poświęcone bóstwom, duchom przodków lub siłom natury. Święte gaje występują w pierwotnych religiach Ariów, Irańczyków, Greków, Rzymian, Germanów, Słowian, Bałtów i Celtów. Istniały one zarówno w religiach starożytnych, jak i w innych kulturach na świecie. W niektórych kulturach święte gaje poświęcone były bogom (jeden z nich stał się np. podstawą do powstania książki Jamesa Frazera Złota gałąź), w innych dodatkowo stanowiły symboliczną więź żywych ze zmarłymi przodkami, której naruszenie groziło poważnymi, negatywnymi konsekwencjami. 
Miejsca takie zachowały swoją funkcję religijną także współcześnie w wybranych nurtach religijnych.

## Święte gaje wśród różnych ludów

### Hindusi
Niezależnie od kultu świątynnego w Indiach zachowała się tradycja utrzymywania świętych gajów, co służyło między innymi zachowaniu gatunków szczególnie ważnych ze względu na swoje właściwości lecznicze.  
Zabronione są tam polowania, wypas zwierząt, a drewno pozyskać można dopiero, kiedy drzewo uschnie. 
Jeden z kapłanów w Indiach tłumacząc dostojnikom angielskim w XIX wieku istotę rozumienia, dlaczego ludzie modlą się do drzewa o specyficznym wyglądzie lub modlą się do Księżyca wyjaśnił, że w zasadzie nikt nie modli się do drzewa czy do Księżyca – ludzie modlą się do bóstwa, które stoi za tym przedmiotem.
- W Ghatach Zachodnich w stanie Maharasztra istnieje ponad 200 świętych gajów, zwykle poświęconych Matce Ziemi. Zabronione są tam polowania (wszystkie zwierzęta przynależą do bogini) i wypas zwierząt. Drewno można pozyskiwać dopiero, kiedy drzewo uschnie[2]. Przykładowe lokalizacje gajów: Parinche Valley  w dystrykcie Pune[3].

- Bengalscy Santalowie czczą drzewa Sal (Shorea robusta, Sari Sarjom) lokalizowane w centralnej części ich świętych gajów[4].

- W stanie Meghalaya najbardziej czczone święte gaje to:

1. Mawphlang Sacred Forest – 25 kilometrów od Shillong, w dystrykcie East Khasi Hills[5]
2. Mausmai

### Celtowie
Jeden z najstarszych przekazów nt. świętego gaju zostawił żołnierz rzymski Lukan. Opis dotyczy kultury celtyckiej. Znaleźć go można w książce profesora J. Gąssowskiego – patrz bibliografia.

### Słowianie i Bałtowie
Aleksander Brückner zamieszcza opisy podobnych świętych gajów w Starożytnej Litwie. Opisy te  występują tam wielokrotnie. Niszczenie świętych gajów związane było z procesem chrystianizacji Słowian i Bałtów, kiedy to wprowadzaniu nowej religii towarzyszyło ich wycinanie, niszczenie świątyń i posągów słowiańskich bóstw. Słowianie i Bałtowie przez długi czas opierali się temu procesowi, jednakże na części ziem, w szczególności Prus przebiegał on niezwykle gwałtownie. Jeden z takich przypadków opisuje misjonarz Hieronim: 

Dotarli tak do środka gaju, gdzie prastary dąb nad wszystkie drzewa za święty i za właściwą siedzibę bogów uważano; przez chwilę nikt się weń uderzyć nie ważył [...]. Wyrąbano cały las. W tej krainie było więcej lasów, równą czcią świętych, gdy po raz kolejny wyruszyli ku ich wycinaniu, przybył do Witowta wielki tłum niewieści z płaczem i krzykiem, skarżył się, że wyrąbano święty gaj i odebrano dom boży, w którym zwykli byli błagać pomocy bożej, skąd deszcze i pogodę otrzymywali; nie wiedzą więcej, gdzie szukać boga, któremu siedzibę zabrano. Jest kilka mniejszych gajów, w których zwykli czcić bogów; i te chcą zniszczyć, jakieś nowe świętości wprowadzając, a ojczysty zwyczaj wykorzeniając; proszą więc i błagają, aby nie dozwolił niszczyć miejsc i obrzędów kultu przodków. Za kobietami następują mężczyźni i twierdzą, że nie mogą znieść nowego obrzędu, i mówią, że opuszczą raczej ziemię i ogniska ojczyste niż przyjętą od przodków wiarę.